# Copa Hopman 2019
La Copa Hopman XXXI fue la 31ª edición del torneo Hopman Cup entre naciones en tenis masculino y femenino que tuvo lugar en el Perth Arena en Perth, Australia
El 26 de junio de 2018, el equipo defensor suizo de Roger Federer y Belinda Bencic y el equipo alemán finalista de 2018 de Alexander Zverev y Angelique Kerber fueron anunciados como los primeros equipos para el torneo de 2019. El 15 de agosto de 2018, se anunciaron los equipos de Grecia y España.
Por primera vez en la historia, Roger Federer y Serena Williams se enfrentaron en un evento competitivo. Federer salió victorioso junto a Bencic en la goma de dobles mixtos. Este partido también atrajo a una multitud récord de tenis de Perth Arena de 14 064, que fue la asistencia más alta para un partido de tenis en la historia de Australia Occidental.
Suiza defendió con éxito su título, venciendo a Alemania en una repetición de la final del año anterior. Este fue el tercer título de la Copa Hopman de Federer, la mayor cantidad de cualquier jugador, hombre o mujer.

## Preclasificación
El sorteo se llevó a cabo el 3 de octubre de 2018 y colocó a los 8 equipos en dos grupos, de acuerdo con las siguientes líneas de base:
| Preclasificación | País           | Mujer jugadora   | WTA | Hombre jugador     | ATP | Total | Puesto      |
| ---------------- | -------------- | ---------------- | --- | ------------------ | --- | ----- | ----------- |
| 1                | Alemania       | Angelique Kerber | 2   | Alexander Zverev   | 4   | 6     | Final       |
| 2                | Suiza          | Belinda Bencic   | 44  | Roger Federer      | 3   | 47    | Campeones   |
| 3                | Estados Unidos | Serena Williams  | 16  | Frances Tiafoe     | 39  | 55    | Round Robin |
| 4                | Grecia         | Maria Sakkari    | 41  | Stefanos Tsitsipas | 15  | 56    | Round Robin |
| 5                | Australia      | Ashleigh Barty   | 15  | Matthew Ebden      | 46  | 61    | Round Robin |
| 6                | Francia        | Alizé Cornet     | 47  | Lucas Pouille      | 32  | 79    | Round Robin |
| 7                | España         | Garbiñe Muguruza | 18  | David Ferrer       | 126 | 144   | Round Robin |
| 8                | Gran Bretaña   | Katie Boulter    | 99  | Cameron Norrie     | 91  | 190   | Round Robin |

## Grupo A

### Tabla de posiciones
| Pos. | País      | G | P | Partidos | Sets  | Juegos |
| ---- | --------- | - | - | -------- | ----- | ------ |
| 1    | Alemania  | 3 | 0 | 7-2      | 14-8  | 108-88 |
| 2    | Australia | 2 | 1 | 5-4      | 10-10 | 91-88  |
| 3    | España    | 1 | 2 | 3-6      | 9-13  | 92-106 |
| 4    | Francia   | 0 | 3 | 3-6      | 10-12 | 92-106 |

#### Australia vs Francia
| Bandera de Australia | Australia            | 2                              | 1  | Francia | Bandera de Francia |
| --- | -------------------- | ------------------------------ | -- | ------- | ------------------ |
| 29 de diciembre |                      |                                |    |         |                    |
| \| 1 \| \| Ashleigh Barty \| 7 \| 6 \| \| \| 1 \| \| Alizé Cornet \| 5 \| 3 \| \| \| 2 \| \| Matthew Ebden \| 3 \| 7 \| 6 \| \| 2 \| \| Lucas Pouille \| 6 \| 65 \| 2 \| \| 3 \| \| Ashleigh Barty / Matthew Ebden \| 34 \| 2 \| \| \| 3 \| \| Alizé Cornet / Lucas Pouille \| 45 \| 4 \| \| |                      |                                |    |         |                    |
| 1 | Bandera de Australia | Ashleigh Barty                 | 7  | 6       |                    |
| 1 | Bandera de Francia   | Alizé Cornet                   | 5  | 3       |                    |
| 2 | Bandera de Australia | Matthew Ebden                  | 3  | 7       | 6                  |
| 2 | Bandera de Francia   | Lucas Pouille                  | 6  | 65      | 2                  |
| 3 | Bandera de Australia | Ashleigh Barty / Matthew Ebden | 34 | 2       |                    |
| 3 | Bandera de Francia   | Alizé Cornet / Lucas Pouille   | 45 | 4       |                    |

#### Alemania vs España
| Bandera de Alemania | Alemania            | 3                                   | 0 | España | Bandera de España |
| --- | ------------------- | ----------------------------------- | - | ------ | ----------------- |
| 30 de diciembre |                     |                                     |   |        |                   |
| \| 1 \| \| Angelique Kerber \| 6 \| 3 \| 6 \| \| 1 \| \| Garbiñe Muguruza \| 2 \| 6 \| 3 \| \| 2 \| \| Alexander Zverev \| 6 \| 4 \| 7 \| \| 2 \| \| David Ferrer \| 4 \| 6 \| 60 \| \| 3 \| \| Angelique Kerber / Alexander Zverev \| 4 \| 45 \| \| \| 3 \| \| Garbiñe Muguruza / David Ferrer \| 2 \| 3 \| \| |                     |                                     |   |        |                   |
| 1 | Bandera de Alemania | Angelique Kerber                    | 6 | 3      | 6                 |
| 1 | Bandera de España   | Garbiñe Muguruza                    | 2 | 6      | 3                 |
| 2 | Bandera de Alemania | Alexander Zverev                    | 6 | 4      | 7                 |
| 2 | Bandera de España   | David Ferrer                        | 4 | 6      | 60                |
| 3 | Bandera de Alemania | Angelique Kerber / Alexander Zverev | 4 | 45     |                   |
| 3 | Bandera de España   | Garbiñe Muguruza / David Ferrer     | 2 | 3      |                   |

#### Francia vs Alemania
| Bandera de Francia | Francia             | 1                                   | 2  | Alemania | Bandera de Alemania |
| --- | ------------------- | ----------------------------------- | -- | -------- | ------------------- |
| 2 de enero |                     |                                     |    |          |                     |
| \| 1 \| \| Alizé Cornet \| 7 \| 2 \| 4 \| \| 1 \| \| Angelique Kerber \| 5 \| 6 \| 6 \| \| 2 \| \| Lucas Pouille \| 3 \| 710 \| 2 \| \| 2 \| \| Alexander Zverev \| 6 \| 68 \| 6 \| \| 3 \| \| Alizé Cornet / Lucas Pouille \| 45 \| 45 \| \| \| 3 \| \| Angelique Kerber / Alexander Zverev \| 34 \| 3 \| \| |                     |                                     |    |          |                     |
| 1 | Bandera de Francia  | Alizé Cornet                        | 7  | 2        | 4                   |
| 1 | Bandera de Alemania | Angelique Kerber                    | 5  | 6        | 6                   |
| 2 | Bandera de Francia  | Lucas Pouille                       | 3  | 710      | 2                   |
| 2 | Bandera de Alemania | Alexander Zverev                    | 6  | 68       | 6                   |
| 3 | Bandera de Francia  | Alizé Cornet / Lucas Pouille        | 45 | 45       |                     |
| 3 | Bandera de Alemania | Angelique Kerber / Alexander Zverev | 34 | 3        |                     |

#### Australia vs España
| Bandera de Australia | Australia            | 2                               | 1  | España | Bandera de España |
| --- | -------------------- | ------------------------------- | -- | ------ | ----------------- |
| 2 de enero |                      |                                 |    |        |                   |
| \| 1 \| \| Ashleigh Barty \| 6 \| 6 \| \| \| 1 \| \| Garbiñe Muguruza \| 3 \| 4 \| \| \| 2 \| \| Matthew Ebden \| 61 \| 5 \| \| \| 2 \| \| David Ferrer \| 7 \| 7 \| \| \| 3 \| \| Ashleigh Barty / Matthew Ebden \| 3 \| 45 \| 45 \| \| 3 \| \| Garbiñe Muguruza / David Ferrer \| 45 \| 30 \| 3 \| |                      |                                 |    |        |                   |
| 1 | Bandera de Australia | Ashleigh Barty                  | 6  | 6      |                   |
| 1 | Bandera de España    | Garbiñe Muguruza                | 3  | 4      |                   |
| 2 | Bandera de Australia | Matthew Ebden                   | 61 | 5      |                   |
| 2 | Bandera de España    | David Ferrer                    | 7  | 7      |                   |
| 3 | Bandera de Australia | Ashleigh Barty / Matthew Ebden  | 3  | 45     | 45                |
| 3 | Bandera de España    | Garbiñe Muguruza / David Ferrer | 45 | 30     | 3                 |

#### España vs Francia
| Bandera de España | España             | 2                              | 1 | Francia | Bandera de Francia |  |
| --- | ------------------ | ------------------------------ | - | ------- | ------------------ |  |
| 4 de enero |                    |                                |   |         |                    |  |
| \| 1 \| \| Garbiñe Muguruza \| 6 \| 6 \| \| \| \| 1 \| \| Alizé Cornet \| 1 \| 3 \| \| \| \| 2 \| \| David Ferrer \| 6 \| 65 \| 7 \| \| \| 2 \| \| Lucas Pouille \| 4 \| 7 \| 62 \| \| \| 3 \| / \| Whitney Osuigwe / David Ferrer \| 2 \| 2 \| \| \| \| 3 \| \| Alizé Cornet / Lucas Pouille \| 4 \| 4 \| \| \| |                    |                                |   |         |                    |  |
| 1 | Bandera de España  | Garbiñe Muguruza               | 6 | 6       |                    |  |
| 1 | Bandera de Francia | Alizé Cornet                   | 1 | 3       |                    |  |
| 2 | Bandera de España  | David Ferrer                   | 6 | 65      | 7                  |  |
| 2 | Bandera de Francia | Lucas Pouille                  | 4 | 7       | 62                 |  |
| 3 | /                  | Whitney Osuigwe / David Ferrer | 2 | 2       |                    |  |
| 3 | Bandera de Francia | Alizé Cornet / Lucas Pouille   | 4 | 4       |                    |  |

#### Australia vs Alemania
| Bandera de Australia | Australia            | 1                                   | 2 | Alemania | Bandera de Alemania |
| --- | -------------------- | ----------------------------------- | - | -------- | ------------------- |
| 4 de enero |                      |                                     |   |          |                     |
| \| 1 \| \| Ashleigh Barty \| 4 \| 4 \| \| \| 1 \| \| Angelique Kerber \| 6 \| 6 \| \| \| 2 \| \| Matthew Ebden \| 4 \| 3 \| \| \| 2 \| \| Alexander Zverev \| 6 \| 6 \| \| \| 3 \| \| Ashleigh Barty / Matthew Ebden \| 4 \| 45 \| \| \| 3 \| \| Angelique Kerber / Alexander Zverev \| 0 \| 31 \| \| |                      |                                     |   |          |                     |
| 1 | Bandera de Australia | Ashleigh Barty                      | 4 | 4        |                     |
| 1 | Bandera de Alemania  | Angelique Kerber                    | 6 | 6        |                     |
| 2 | Bandera de Australia | Matthew Ebden                       | 4 | 3        |                     |
| 2 | Bandera de Alemania  | Alexander Zverev                    | 6 | 6        |                     |
| 3 | Bandera de Australia | Ashleigh Barty / Matthew Ebden      | 4 | 45       |                     |
| 3 | Bandera de Alemania  | Angelique Kerber / Alexander Zverev | 0 | 31       |                     |

## Grupo B

### Tabla de posiciones
| Pos. | País           | G | P | Partidos | Sets  | Juegos |
| ---- | -------------- | - | - | -------- | ----- | ------ |
| 1    | Suiza          | 2 | 1 | 6-3      | 14-6  | 97-76  |
| 2    | Grecia         | 2 | 1 | 5-4      | 10-11 | 105-96 |
| 3    | Gran Bretaña   | 2 | 1 | 4-5      | 11-13 | 77-96  |
| 4    | Estados Unidos | 0 | 3 | 3-6      | 9-13  | 86-99  |

#### Gran Bretaña vs Grecia
| Bandera del Reino Unido | Gran Bretaña            | 2                                  | 1   | Grecia | Bandera de Grecia |
| --- | ----------------------- | ---------------------------------- | --- | ------ | ----------------- |
| 29 de diciembre |                         |                                    |     |        |                   |
| \| 1 \| \| Katie Boulter \| 0 \| 6 \| 2 \| \| 1 \| \| Maria Sakkari \| 6 \| 4 \| 6 \| \| 2 \| \| Cameron Norrie \| 710 \| 6 \| \| \| 2 \| \| Stefanos Tsitsipas \| 68 \| 4 \| \| \| 3 \| \| Katie Boulter / Cameron Norrie \| 45 \| 32 \| 45 \| \| 3 \| \| Maria Sakkari / Stefanos Tsitsipas \| 3 \| 45 \| 34 \| |                         |                                    |     |        |                   |
| 1 | Bandera del Reino Unido | Katie Boulter                      | 0   | 6      | 2                 |
| 1 | Bandera de Grecia       | Maria Sakkari                      | 6   | 4      | 6                 |
| 2 | Bandera del Reino Unido | Cameron Norrie                     | 710 | 6      |                   |
| 2 | Bandera de Grecia       | Stefanos Tsitsipas                 | 68  | 4      |                   |
| 3 | Bandera del Reino Unido | Katie Boulter / Cameron Norrie     | 45  | 32     | 45                |
| 3 | Bandera de Grecia       | Maria Sakkari / Stefanos Tsitsipas | 3   | 45     | 34                |

#### Gran Bretaña vs Suiza
| Bandera del Reino Unido | Gran Bretaña            | 0                              | 3  | Suiza | Bandera de Suiza |
| --- | ----------------------- | ------------------------------ | -- | ----- | ---------------- |
| 30 de diciembre |                         |                                |    |       |                  |
| \| 1 \| \| Katie Boulter \| 2 \| 60 \| \| \| 1 \| \| Belinda Bencic \| 6 \| 7 \| \| \| 2 \| \| Cameron Norrie \| 1 \| 1 \| \| \| 2 \| \| Roger Federer \| 6 \| 6 \| \| \| 3 \| \| Katie Boulter / Cameron Norrie \| 34 \| 1 \| \| \| 3 \| \| Belinda Bencic / Roger Federer \| 45 \| 4 \| \| |                         |                                |    |       |                  |
| 1 | Bandera del Reino Unido | Katie Boulter                  | 2  | 60    |                  |
| 1 | Bandera de Suiza        | Belinda Bencic                 | 6  | 7     |                  |
| 2 | Bandera del Reino Unido | Cameron Norrie                 | 1  | 1     |                  |
| 2 | Bandera de Suiza        | Roger Federer                  | 6  | 6     |                  |
| 3 | Bandera del Reino Unido | Katie Boulter / Cameron Norrie | 34 | 1     |                  |
| 3 | Bandera de Suiza        | Belinda Bencic / Roger Federer | 45 | 4     |                  |

#### Estados Unidos vs Grecia
| Bandera de Estados Unidos | Estados Unidos            | 1                                  | 2  | Grecia | Bandera de Grecia |
| --- | ------------------------- | ---------------------------------- | -- | ------ | ----------------- |
| 31 de diciembre |                           |                                    |    |        |                   |
| \| 1 \| \| Serena Williams \| 7 \| 6 \| \| \| 1 \| \| Maria Sakkari \| 63 \| 2 \| \| \| 2 \| \| Frances Tiafoe \| 3 \| 7 \| 3 \| \| 2 \| \| Stefanos Tsitsipas \| 6 \| 63 \| 6 \| \| 3 \| \| Serena Williams / Frances Tiafoe \| 1 \| 4 \| 2 \| \| 3 \| \| Maria Sakkari / Stefanos Tsitsipas \| 4 \| 1 \| 4 \| |                           |                                    |    |        |                   |
| 1 | Bandera de Estados Unidos | Serena Williams                    | 7  | 6      |                   |
| 1 | Bandera de Grecia         | Maria Sakkari                      | 63 | 2      |                   |
| 2 | Bandera de Estados Unidos | Frances Tiafoe                     | 3  | 7      | 3                 |
| 2 | Bandera de Grecia         | Stefanos Tsitsipas                 | 6  | 63     | 6                 |
| 3 | Bandera de Estados Unidos | Serena Williams / Frances Tiafoe   | 1  | 4      | 2                 |
| 3 | Bandera de Grecia         | Maria Sakkari / Stefanos Tsitsipas | 4  | 1      | 4                 |

#### Estados Unidos vs Suiza
| Bandera de Estados Unidos | Estados Unidos            | 1                                | 2 | Suiza | Bandera de Suiza |
| --- | ------------------------- | -------------------------------- | - | ----- | ---------------- |
| 1 de enero |                           |                                  |   |       |                  |
| \| 1 \| \| Serena Williams \| 4 \| 6 \| 6 \| \| 1 \| \| Belinda Bencic \| 6 \| 4 \| 3 \| \| 2 \| \| Frances Tiafoe \| 4 \| 1 \| \| \| 2 \| \| Roger Federer \| 6 \| 6 \| \| \| 3 \| \| Serena Williams / Frances Tiafoe \| 2 \| 3 \| \| \| 3 \| \| Belinda Bencic / Roger Federer \| 4 \| 45 \| \| |                           |                                  |   |       |                  |
| 1 | Bandera de Estados Unidos | Serena Williams                  | 4 | 6     | 6                |
| 1 | Bandera de Suiza          | Belinda Bencic                   | 6 | 4     | 3                |
| 2 | Bandera de Estados Unidos | Frances Tiafoe                   | 4 | 1     |                  |
| 2 | Bandera de Suiza          | Roger Federer                    | 6 | 6     |                  |
| 3 | Bandera de Estados Unidos | Serena Williams / Frances Tiafoe | 2 | 3     |                  |
| 3 | Bandera de Suiza          | Belinda Bencic / Roger Federer   | 4 | 45    |                  |

#### Gran Bretaña vs Estados Unidos
| Bandera del Reino Unido | Gran Bretaña              | 2                                | 1  | Estados Unidos | Bandera de Estados Unidos |
| --- | ------------------------- | -------------------------------- | -- | -------------- | ------------------------- |
| 3 de enero |                           |                                  |    |                |                           |
| \| 1 \| \| Katie Boulter \| 1 \| 62 \| \| \| 1 \| \| Serena Williams \| 6 \| 7 \| \| \| 2 \| \| Cameron Norrie \| 7 \| 6 \| \| \| 2 \| \| Frances Tiafoe \| 64 \| 0 \| \| \| 3 \| \| Katie Boulter / Cameron Norrie \| 32 \| 45 \| 4 \| \| 3 \| \| Serena Williams / Frances Tiafoe \| 45 \| 34 \| 1 \| |                           |                                  |    |                |                           |
| 1 | Bandera del Reino Unido   | Katie Boulter                    | 1  | 62             |                           |
| 1 | Bandera de Estados Unidos | Serena Williams                  | 6  | 7              |                           |
| 2 | Bandera del Reino Unido   | Cameron Norrie                   | 7  | 6              |                           |
| 2 | Bandera de Estados Unidos | Frances Tiafoe                   | 64 | 0              |                           |
| 3 | Bandera del Reino Unido   | Katie Boulter / Cameron Norrie   | 32 | 45             | 4                         |
| 3 | Bandera de Estados Unidos | Serena Williams / Frances Tiafoe | 45 | 34             | 1                         |

#### Grecia vs Suiza
| Bandera de Grecia | Grecia            | 2                                  | 1  | Suiza | Bandera de Suiza |
| --- | ----------------- | ---------------------------------- | -- | ----- | ---------------- |
| 3 de enero |                   |                                    |    |       |                  |
| \| 1 \| \| Maria Sakkari \| 6 \| 6 \| \| \| 1 \| \| Belinda Bencic \| 3 \| 4 \| \| \| 2 \| \| Stefanos Tsitsipas \| 65 \| 64 \| \| \| 2 \| \| Roger Federer \| 7 \| 7 \| \| \| 3 \| \| Maria Sakkari / Stefanos Tsitsipas \| 45 \| 2 \| 45 \| \| 3 \| \| Belinda Bencic / Roger Federer \| 34 \| 4 \| 3 \| |                   |                                    |    |       |                  |
| 1 | Bandera de Grecia | Maria Sakkari                      | 6  | 6     |                  |
| 1 | Bandera de Suiza  | Belinda Bencic                     | 3  | 4     |                  |
| 2 | Bandera de Grecia | Stefanos Tsitsipas                 | 65 | 64    |                  |
| 2 | Bandera de Suiza  | Roger Federer                      | 7  | 7     |                  |
| 3 | Bandera de Grecia | Maria Sakkari / Stefanos Tsitsipas | 45 | 2     | 45               |
| 3 | Bandera de Suiza  | Belinda Bencic / Roger Federer     | 34 | 4     | 3                |

## Fase Final
La fase final constará de una única ronda. En esta ronda se enfrentará el equipo ganador del Grupo A contra el equipo ganador del Grupo B. 
| Bandera de Alemania | Alemania            | 1                                   | 2 | Suiza | Bandera de Suiza |  |
| --- | ------------------- | ----------------------------------- | - | ----- | ---------------- |  |
| 5 de enero |                     |                                     |   |       |                  |  |
| \| 1 \| \| Angelique Kerber \| 6 \| 78 \| \| \| \| 1 \| \| Belinda Bencic \| 4 \| 6 \| \| \| \| 2 \| \| Alexander Zverev \| 4 \| 2 \| \| \| \| 2 \| \| Roger Federer \| 6 \| 6 \| \| \| \| 3 \| \| Angelique Kerber / Alexander Zverev \| 0 \| 4 \| 34 \| \| \| 3 \| \| Belinda Bencic / Roger Federer \| 4 \| 1 \| 45 \| \| |                     |                                     |   |       |                  |  |
| 1 | Bandera de Alemania | Angelique Kerber                    | 6 | 78    |                  |  |
| 1 | Bandera de Suiza    | Belinda Bencic                      | 4 | 6     |                  |  |
| 2 | Bandera de Alemania | Alexander Zverev                    | 4 | 2     |                  |  |
| 2 | Bandera de Suiza    | Roger Federer                       | 6 | 6     |                  |  |
| 3 | Bandera de Alemania | Angelique Kerber / Alexander Zverev | 0 | 4     | 34               |  |
| 3 | Bandera de Suiza    | Belinda Bencic / Roger Federer      | 4 | 1     | 45               |  |

|                             |
| Campeón Suiza Cuarto título |